# 酪農学研究科
酪農学研究科（らくのうがくけんきゅうか、英称：The Graduate School of Dairy Science）は、日本の大学院研究科のうち、酪農学分野に関する高度な教育・研究を行う機構の1つである。
1981年に、酪農学園大学が最初に開設した。

## 酪農学研究科を置く大学
- 酪農学園大学（1981年度～）